# Dicyphus rivalis
Dicyphus rivalis är en insektsart som beskrevs av Knight 1943. Dicyphus rivalis ingår i släktet Dicyphus och familjen ängsskinnbaggar. Inga underarter finns listade i Catalogue of Life.